# Beaune-d'Allier
Beaune-d'Allier é uma comuna francesa na região administrativa de Auvérnia-Ródano-Alpes, no departamento Allier. Estende-se por uma área de 23,33 km². Em 2010 a comuna tinha 300 habitantes (densidade: 12,9 hab./km²).